# 박해수
박해수(朴海秀, 1981년 11월 21일 ~ )는 대한민국의 배우이다. 2021년 넷플릭스 드라마 《오징어 게임》을 통해 해외에서도 이름을 알렸으며, 이 역을 통해 프라임타임 에미상 극드라마 부문 남우조연상에 후보로 올랐다.

## 학력
- 분당중앙고등학교
- 단국대학교 연극영화학 학사

## 출연작

### 드라마
| 연도 | 방송사      | 작품명                                         | 역할           | 비고     |
| ---- | ----------- | ---------------------------------------------- | -------------- | -------- |
| 2012 | MBC         | 《무신》                                       | 김윤후         |          |
| 2013 | MBC         | 《드라마 페스티벌 - 나 엄마 아빠 할머니 안나》 | 아빠           |          |
| 2015 | SBS         | 《육룡이 나르샤》                              | 이지란         |          |
| 2016 | SBS         | 《푸른 바다의 전설》                           | 홍동표         |          |
| 2017 | tvN         | 《그녀는 거짓말을 너무 사랑해》                | 기타 세션      | 특별출연 |
| 2017 | tvN         | 《슬기로운 감빵생활》                          | 김제혁         |          |
| 2018 | tvN         | 《알함브라 궁전의 추억》                       | A              | 특별출연 |
| 2021 | SBS         | 《라켓소년단》                                 | 이재준         | 특별출연 |
| 2021 | Netflix     | 《오징어 게임》                                | 조상우 (218번) |          |
| 2021 | OCN         | 《키마이라》                                   | 차재환         |          |
| 2022 | Netflix     | 《종이의 집: 공동경제구역》                    | 베를린         |          |
| 2022 | Netflix     | 《수리남》                                     | 최창호         |          |
| 2024 | Netflix     | 《오징어 게임 2》                              | 조상우 (218번) | 우정출연 |
| 2025 | Netflix     | 《자백의 대가》                                | 백동훈         |          |
|      | Prime Video | 《버터플라이》                                 |                |          |

### 영화
| 연도 | 작품명                            | 역할            | 비고                                  |
| ---- | --------------------------------- | --------------- | ------------------------------------- |
| 2014 | 《해적: 바다로 간 산적》          | 황중근          |                                       |
| 2015 | 《소수의견》                      | 조구환의 비서   |                                       |
| 2016 | 《마스터》                        | 벙거지          |                                       |
| 2019 | 《페르소나- 썩지 않게 아주 오래》 | 정우            |                                       |
| 2019 | 《양자물리학》                    | 이찬우          |                                       |
| 2020 | 《사냥의 시간》                   | 한              |                                       |
| 2022 | 《야차》                          | 지훈            | 넷플릭스 영화                         |
| 2023 | 《유령》                          | 다카하라 카이토 | 본작의 서브 빌런이자 페이크 최종 보스 |
| 2024 | 《극장판 고래와 나》              | 내레이션        | 다큐멘터리                            |
| 2025 | 《로비》                          | 골프장 대표     |                                       |
| 2025 | 《대홍수》                        | 희조            |                                       |

### 뮤지컬
- 《사춘기》(2008년) - 영민 역
- 《영웅》(2009년) - 최재형 역
- 《삼천》(2012년) - 예식장군 역
- 《여신님이 보고 계셔》(2013년) - 이창섭 역

### 연극
- 《최강 코미디 미스터로비》(2007년)
- 《안나푸르나》(2007년) - 광남 역
- 《39 계단》(2009년) - 리챠드 해니 역
- 《욕망이라는 이름의 전차》(2010년) - 스티브 역
- 《풀 포 러브》(2010년) - 마틴 역
- 《더 코러스 - 오이디푸스》(2011년) - 오이디푸스 역
- 《됴화만발》(2011년) - 케이 역
- 《갈매기》(2011년) - 뜨레플레프 역
- 《맥베스》(2014년) - 맥베스 역
- 《프랑켄슈타인》(2014년) - 괴물 역
- 《맨 프럼 어스》(2014년) - 존 올드맨 역
- 《유도소년》(2015년) - 경찬 역
- 《파우스트》 (2023년) - 메피스토 역 (2023.3.31 ~ 2023.4.29 LG아트센터 서울 LG SIGNATURE 홀)
- 《벚꽃동산》 (2024년)

## 수상 및 후보
| 연도 | 시상식                              | 부문                           | 작품              | 결과 |
| ---- | ----------------------------------- | ------------------------------ | ----------------- | ---- |
| 2011 | 제4회 대한민국 연극대상             | 남자 신인연기상                | 빈칸              | 수상 |
| 2012 | 제48회 동아연극상                   | 유인촌 신인연기상              | 빈칸              | 수상 |
| 2018 | 제54회 백상예술대상                 | TV부문 남자 신인연기상         | 슬기로운 감빵생활 | 후보 |
| 2018 | 제6회 에이판 스타 어워즈            | 중편드라마부문 남자 우수연기상 | 슬기로운 감빵생활 | 후보 |
| 2018 | 제2회 더 서울어워즈                 | 드라마부문 남우신인상          | 슬기로운 감빵생활 | 수상 |
| 2019 | 제40회 청룡영화상                   | 신인남우상                     | 양자물리학        | 수상 |
| 2019 | 제19회 디렉터스 컷 시상식           | 올해의 새로운 남자배우상       | 양자물리학        | 후보 |
| 2020 | 제56회 대종상                       | 신인남우상                     | 양자물리학        | 후보 |
| 2020 | 제56회 백상예술대상                 | 영화부문 남자 신인연기상       | 사냥의 시간       | 후보 |
| 2020 | 제25회 춘사영화제                   | 신인남우상                     | 양자물리학        | 수상 |
| 2020 | 제29회 부일영화상                   | 신인남자연기상                 | 양자물리학        | 후보 |
| 2022 | 제4회 아시아콘텐츠어워즈            | 남자 조연상                    | 오징어 게임       | 수상 |
| 2022 | 2022 할리우드 비평가 협회 TV 어워즈 | 스트리밍부문 드라마 남우조연상 | 오징어 게임       | 후보 |
| 2022 | 제28회 미국배우조합상               | TV드라마부문 앙상블상          | 오징어 게임       | 후보 |
| 2022 | 제74회 프라임타임 에미상            | 드라마부문 남우조연상          | 오징어 게임       | 후보 |
| 2022 | 제8회 에이판 스타 어워즈            | OTT부문 남자 우수연기상        | 오징어 게임       | 후보 |
| 2022 | 뉴시스 한류엑스포 시상식            | 문화체육관광부 장관상          | 빈칸              | 수상 |
| 2022 | 아시아 스타 어워즈                  | 아시아 와이드상                | 빈칸              | 수상 |
| 2023 | 제21회 디렉터스 컷 시상식           | 시리즈부문 올해의 남자배우상   | 수리남            | 후보 |
| 2023 | 제9회 에이판 스타 어워즈            | 중편드라마부문 남자 우수연기상 | 미래엔딩          | 수상 |
| 2025 | 제4회 청룡 시리즈 어워즈            | 남우주연상                     | 악연              | 후보 |